# Stefan Reinartz
Stefan Reinartz (Engelskirchen, Alemania, 1 de enero de 1989) es un exfutbolista alemán. Jugaba de defensa y su último equipo fue el Eintracht Frankfurt de la Bundesliga de Alemania.

## Packing
Durante su carrera profesional el alemán Stefan Reinartz desarrolló una nueva herramienta para el análisis de partidos de fútbol. Con este método se puede evaluar la efectividad de los pases de los equipos y de cada jugador. Más adelante,  él y su compañero Jens Hegeler fundaron la empresa Impect GmbH.

## Selección nacional
Ha sido internacional con la Selección de fútbol de Alemania, ha jugado 3 partidos internacionales.

## Clubes
| Club                | País     | Año       |
| ------------------- | -------- | --------- |
| Bayer Leverkusen    | Alemania | 2008-2015 |
| Nürnberg (cedido)   | Alemania | 2009      |
| Eintracht Frankfurt | Alemania | 2015-2016 |